# Estrella variable Gamma Cassiopeiae
Una variable Gamma Cassiopeiae es un tipo de estrella variable eruptiva que exhibe variaciones irregulares en su luminosidad, provocadas por la expulsión de materia de la estrella.
El material expulsado puede asentarse en un disco alrededor de la estrella (estrella Be) o puede formar una envoltura en torno a ella (estrella con envoltura).
Habitualmente son estrellas de la secuencia principal o gigantes de tipo espectral B, y las fluctuaciones en su brillo pueden llegar a ser de hasta 1,5 magnitudes.
El ejemplo más destacado entre las variables de esta clase es Gamma Cassiopeiae, que da nombre al grupo. En la tabla siguiente figuran algunas de las variables Gamma Cassiopeiae más representativas.
| Nombre      | Denominación de Bayer | Tipo espectral | Magnitud aparente |
| ----------- | --------------------- | -------------- | ----------------- |
| Tsih        | Gamma Cassiopeiae     | B0.5 IVe       | 1,60 - 3,00       |
|             | Eta Centauri          | B1.5 IVe       | 2,30 - 2,41       |
|             | Delta Centauri        | B2 IVne        | 2,51 - 2,65       |
| Phact       | Alfa Columbae         | B7 IVe         | 2,62 - 2,66       |
| Gomeisa     | Beta Canis Minoris    | B8 Ve          | 2,84 - 2,92       |
|             | Zeta Tauri*           | B2 IV          | 2,88 - 3,17       |
|             | Kappa Canis Majoris   | B1.5 IVe       | 3,78 - 3,97       |
| EW Lacertae |                       | B4 IIIpe       | 5,22 - 5,48       |

* Zeta Tauri es también una binaria eclipsante.